# 兰布罗河畔萨莱拉诺
兰布罗河畔萨莱拉诺（義大利語：Salerano sul Lambro），是意大利洛迪省的一个市镇。总面积4平方公里，人口2657人，人口密度664.3人/平方公里（2009年）。ISTAT代码为098046。